# Голосование в Совете Европейского союза
| Страна         | Население | Население | Ницца | Ницца | Пенроуз | Пенроуз |
| Германия       | 82        | 16,7 %    | 29    | 8,4 % | 9       | 9,3 %   |
| Франция        | 63        | 12,8 %    | 29    | 8,4 % | 8       | 8,2 %   |
| Великобритания | 60        | 12,3 %    | 29    | 8,4 % | 8       | 8,2 %   |
| Италия         | 59        | 11,9 %    | 29    | 8,4 % | 8       | 8,2 %   |
| Испания        | 44        | 8,9 %     | 27    | 7,8 % | 7       | 7,2 %   |
| Польша         | 38        | 7,7 %     | 27    | 7,8 % | 6       | 6,2 %   |
| Румыния        | 22        | 4,4 %     | 14    | 4,1 % | 5       | 5,2 %   |
| Нидерланды     | 16        | 3,3 %     | 13    | 3,8 % | 4       | 4,1 %   |
| Греция         | 11        | 2,3 %     | 12    | 3,5 % | 3       | 3,1 %   |
| Португалия     | 11        | 2,1 %     | 12    | 3,5 % | 3       | 3,1 %   |
| Бельгия        | 11        | 2,1 %     | 12    | 3,5 % | 3       | 3,1 %   |
| Чехия          | 10        | 2,1 %     | 12    | 3,5 % | 3       | 3,1 %   |
| Венгрия        | 10        | 2,0 %     | 12    | 3,5 % | 3       | 3,1 %   |
| Швеция         | 9,0       | 1,8 %     | 10    | 2,9 % | 3       | 3,1 %   |
| Австрия        | 8,3       | 1,7 %     | 10    | 2,9 % | 3       | 3,1 %   |
| Болгария       | 7,7       | 1,6 %     | 10    | 2,9 % | 3       | 3,1 %   |
| Дания          | 5,4       | 1,1 %     | 7     | 2,0 % | 2       | 2,1 %   |
| Словакия       | 5,4       | 1,1 %     | 7     | 2,0 % | 2       | 2,1 %   |
| Финляндия      | 5,3       | 1,1 %     | 7     | 2,0 % | 2       | 2,1 %   |
| Ирландия       | 4,2       | 0,9 %     | 7     | 2,0 % | 2       | 2,1 %   |
| Литва          | 3,4       | 0,7 %     | 7     | 2,0 % | 2       | 2,1 %   |
| Латвия         | 2,3       | 0,5 %     | 4     | 1,2 % | 2       | 2,1 %   |
| Словения       | 2,0       | 0,4 %     | 4     | 1,2 % | 2       | 2,1 %   |
| Эстония        | 1,3       | 0,3 %     | 4     | 1,2 % | 1       | 1,0 %   |
| Кипр           | 0,77      | 0,2 %     | 4     | 1,2 % | 1       | 1,0 %   |
| Люксембург     | 0,46      | 0,1 %     | 4     | 1,2 % | 1       | 1,0 %   |
| Мальта         | 0,40      | 0,1 %     | 3     | 0,9 % | 1       | 1,0 %   |
| ЕС             | 493 млн.  | 100 %     | 345   | 100 % | 97      | 100 %   |

Процедуры голосования в Совете Европейского союза описаны договорами Европейского союза. Сам Совет ЕС был создан Маастрихтским договором. Процедуры голосования претерпели изменения из-за Амстердамского договора, Ниццкого договора, а также международных договоров, по которым новые члены присоединялись к ЕС. Согласно Лиссабонскому договору, который вступил в действие 1 декабря 2009, процедуры голосования Совета ЕС должны были измениться в 2014 году.

## Голосование согласно Ниццкому договору
С 1 ноября 2004 действует процедура голосования согласно Ниццкому договору. В Совет входят 27 членов — по одному от каждой страны ЕС. Решения по некоторым вопросам могут быть приняты только единогласно. К ним относятся вопросы обороны, международной политики, налогов, а также совместной работы национальных правоохранительных органов и судебных систем. Простейшие вопросы решаются простым большинством членов Совета (стран ЕС). А для большей части вопросов существует довольно сложная схема «голосования с квалифицированным большинством» (англ. Qualified Majority Voting), при которой разным членам Совета приписывается разное количество голосов, в зависимости от населения страны, которую они представляют. Под квалифицированным большинством имеется в виду:
- большинство членов Совета (обычно 50 %; 67 % в случаях, когда Совет ЕС обсуждает вопрос, не внесенный Европейской комиссией); и одновременно
- 255 из 345 голосов (примерно 73,9 %); а также
- 62 % населения ЕС.

В подавляющем большинстве случаев, 73,9 % голосов означают и поддержку 62 % населения ЕС, поэтому условие о поддержке 62 % населения проверяется только по просьбе члена Совета. Однако теоретически случаи несоответствия возможны:
- если не будут голосовать Германия, Франция и Великобритания (74,8 % голосов, однако 58,2 % населения);
- если не будут голосовать Германия, Франция и Италия (74,8 % голосов, однако 58,6 % населения);
- если не будут голосовать Германия, Великобритания и Италия (74,8 % голосов, однако 59,1 % населения);
- если не будут голосовать Германия, Франция и Испания (75,4 % голосов, однако 61,6 % населения).

## Голосование согласно Лиссабонскому договору
Лиссабонский договор, который вступил в силу 1 декабря 2009, изменяет схему голосования начиная с 2014. Договор упраздняет нынешнюю схему, при которой количество голосов членов Совета только косвенно зависит от населения стран, которых они представляют. Согласно новой схеме, квалифицированным большинством будет считаться:
- не менее 55 % (в некоторых случаях 72 %) членов Совета ЕС, представляющих не менее 14 стран и не менее 65 % населения ЕС, «за»; или
- не более 4 членов Совета ЕС «против»

## Голосование согласно методу Пенроуза (предложение)
В качестве альтернативы лиссабонской схемы, в 2007 Польша предложила метод Пенроуза, согласно которому количество голосов члена Совета ЕС будет пропорционально квадратному корню населения страны, которую он представляет. Чехия поддержала предложение Польши; подавляющее число прочих стран ЕС не поддержало эту схему голосования.